# Arhythmorhynchus petrochenkoi
Arhythmorhynchus petrochenkoi är en hakmaskart som först beskrevs av Schmidt 1969.  Arhythmorhynchus petrochenkoi ingår i släktet Arhythmorhynchus och familjen Polymorphidae. Inga underarter finns listade i Catalogue of Life.